# تومان أحمد (غافروبارمون)
تومان احمد (بالفارسية: تومان احمد) هي قرية تقع في إيران في هرمزغان. يقدر عدد سكانها بـ 210 نسمة بحسب إحصاء 2016.